# Jean-Marie Maury
Jean-Marie Maury (* 22. Mai 1907 in Agen; † 5. Juni 1994) war ein französischer römisch-katholischer Geistlicher und Erzbischof von Reims.

## Leben
1932 wurde Maury zum Priester geweiht. 1957 wurde er zum Titularbischof von Elis ernannt. 1959 wurde Jean-Marie Maury Titularerzbischof von Laodicea in Phrygia. Zur gleichen Zeit wurde er zum Delegat im Senegal bestellt. Vier Jahre später wurde Maury Apostolischer Nuntius in der DR Kongo, in Burundi sowie Ruanda. 1968 wurde Jean-Marie Maury schließlich Erzbischof von Reims. Dieses Amt führte er bis zu seinem krankheitsbedingten Rücktritt am 16. Dezember 1972 aus.